# Främlingar
Främlingar är en svensk TV-serie i sex delar som sänds på UR. Serien följer psykologistudenten Sarah, som genomför ett socialt experiment med fyra främlingar på en nedlagd gymnasieskola. Experimentet syftar till att utforska psykisk hälsa och dynamiken mellan deltagarna under kontrollerade förhållanden. Genom serien får tittarna en inblick i komplexa mänskliga relationer och individernas olika bakgrunder och utmaningar. Narrativet är en blandning av drama och psykologisk insikter.

## Rollista
- Disa Östrand – Sarah (psykologistudenten)
- Elsa Öhrn – Hannah
- Ludvig Deltin – Dejan
- Xiao-Long Zhao – Robin
- Julia Heveus – Kim